# ESL (e-sport)
De ESL, voorheen Electronic Sports League, is een organisator van e-sportevenementen en competities van computerspellen. ESL is wereldwijd het grootste bedrijf dat e-sport organiseert. Het hoofdkantoor staat in Keulen, Duitsland.

## Geschiedenis
De Electronic Sports League startte in 2000 als opvolger van Deutsche Clanliga die in 1997 door Ralf Reichert werd opgericht. Men begon met het houden van online toernooien en publiceerde een tijdschrift over games.
In 2008 waren er twee miljoen leden aangesloten bij de ESL. Men opende nieuwe kantoren en de Intel Extreme Masters werd voor het eerst gehouden in de Verenigde Staten, Dubai en Zuid-Korea. De naam Electronic Sports League werd in 2014 hernoemd naar ESL.
In 2015 nam entertainmentbedrijf Modern Times Group een grootaandeel van 74 procent in ESL vanuit moederbedrijf Turtle Entertainment.

## Competities
ESL organiseert wereldwijd competities in computerspellen, waarbij men samenwerkt met spelontwikkelaars en uitgevers. Enkele grote noemenswaardige evenementen zijn:
- ESL Play
- ESL National Championships
- ESL Pro Leagues
- ESL One
- Intel Extreme Masters